# Paide linnastaadion
Het Paide linnastaadion is een stadion in Paide, Estland. Het stadion wordt bespeeld door Paide Linnameeskond. De tribune heeft een capaciteit van 268 personen, in totaal kunnen er 500 mensen in het stadion. Het stadion wordt voornamelijk gebruikt voor voetbalwedstrijden.